# Upplands runinskrifter 511
Upplands runinskrifter 511 är en vikingatida runsten av granit i Mälsta, Högsäter, Kårsta socken och Vallentuna kommun. Runstenen är 1,6 meter hög och 1-1,4 meter bred. Runhöjden är 8-9 centimeter. Ristningen är 20-30 år yngre än U 510.
Stenen är rest till minne av Faste som också omnämns på U 510. Genom de båda inskrifterna får vi veta detta om en släkt i Mälsta:
Torsten hade sex söner: Frösten, Torbjörn, Faste, Vinjut, Ulv och Gunndjärv. Faste i sin tur hade fyra söner: Vidjärv, Dan, Fastar och Halvdan.

## Inskriften
Translitterering av runraden:
+ uitiarf + uk + tan ' uk · fastar · uk · halftan + lata + reisa ÷ stein ÷ aftʀ + faþur sn ' fasta ·
Normalisering till runsvenska:
Vidiarfʀ ok Dan ok Fastarr ok Halfdan lata ræisa stæin æftiʀ faður sinn Fasta.
Översättning till nusvenska:
Vidjärv och Dan och Fastar och Halvdan låta resa stenen efter sin fader Faste.